# کویلنگوس، آنگولا
کویلنگوس (به انگلیسی: Quilengues) شهری در استان هوییلا واقع در کشور آنگولا است که در سال ۲۰۰۹ میلادی ۶٬۴۲۷ نفر جمعیت داشته است.